# Museum der Neuen Westlichen Kunst

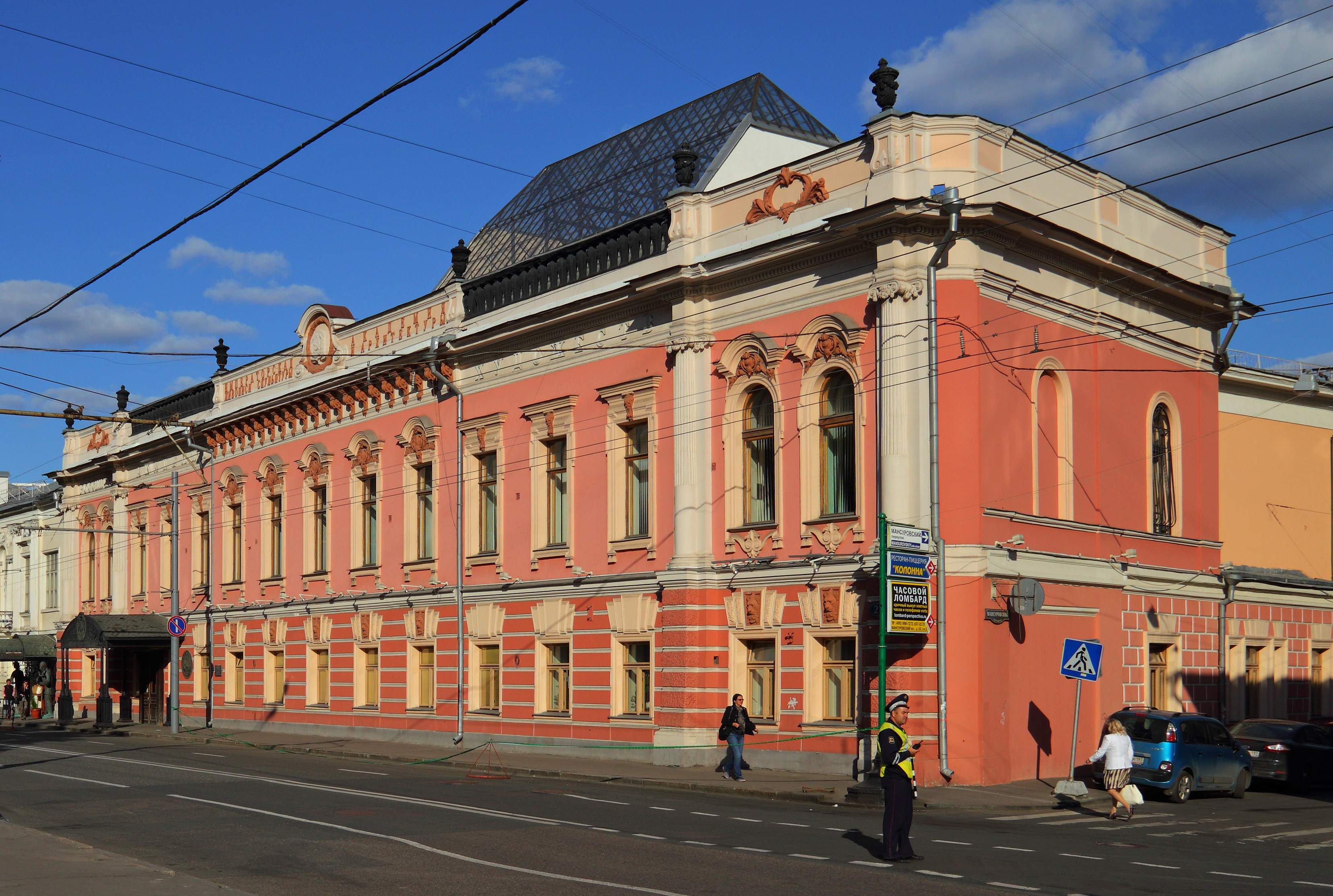
Museum der Modernen Westlichen Kunst, 1923–1941

Das Staatliche Museum der Neuen Westlichen Kunst (russisch: Музей нового западного искусства) in Moskau bestand von 1923 bis 1948. Es zeigte die Sammlungen von Iwan A. Morosow (1871–1921), von Sergei Schtschukin (1854–1936) und weiteren russischen Kunstsammlern, die 1918 verstaatlicht und in der Folge der Allgemeinheit zugänglich gemacht wurden. Morosow und Schtschukin verließen Russland. Es handelte sich um das erste staatliche Museum Moderner Kunst weltweit, eröffnet fünf Jahre vor dem MoMA in New York. Die Werke der Fauvisten und der Abstrakten wurden in Moskau erstmals im Museumskontext gezeigt, lange vor Paris, London, Wien und Berlin.
Seit 2017 besteht eine dreisprachige Internet-Version unter dem Titel NeWestMuseum.

## Geschichte
Gegründet wurde die Institution unter dem Namen Erstes Museum der Neuen Westlichen Malerei, untergebracht in Morosows 1898 errichtetem Stadtpalais in der Pretschistenka 21 im Zentrum Moskaus. Im Jahr 1928 wurde das Museum in Museum der Neuen Westlichen Kunst umbenannt. Die gezeigten Werke hatten erheblichen Einfluss auf die Sowjetische Avantgarde. Kein Museum der Welt, vielleicht mit Ausnahme der Barnes Foundation in Philadelphia, auch keine private Sammlung verfüge über so ein reiches und umfassendes Panorama der französischen Kunst der letzten fünfzig Jahre, schrieb der Direktor des Museums, Boris Ternowez, im Jahr 1933.
Nach Hitlers Überfall auf die Sowjetunion wurden die Bestände nach Nowosibirsk in Sicherheit gebracht. Sie kehrten zwar 1944 wieder nach Moskau zurück, wurden aber aufgrund der veränderten politischen Konstellation nicht wieder aufgestellt und gehängt. Im Jahr 1948 wurde das Haus aufgrund einer Anordnung Stalins aufgelöst, weil es bourgeoise, gefährliche Kunst zeige und fördere. Die Bestände wurden auf zwei Museen aufgeteilt, das Puschkin-Museum in Moskau und die Eremitage in Sankt Petersburg. Dort verschwanden die Werke in den Depots.

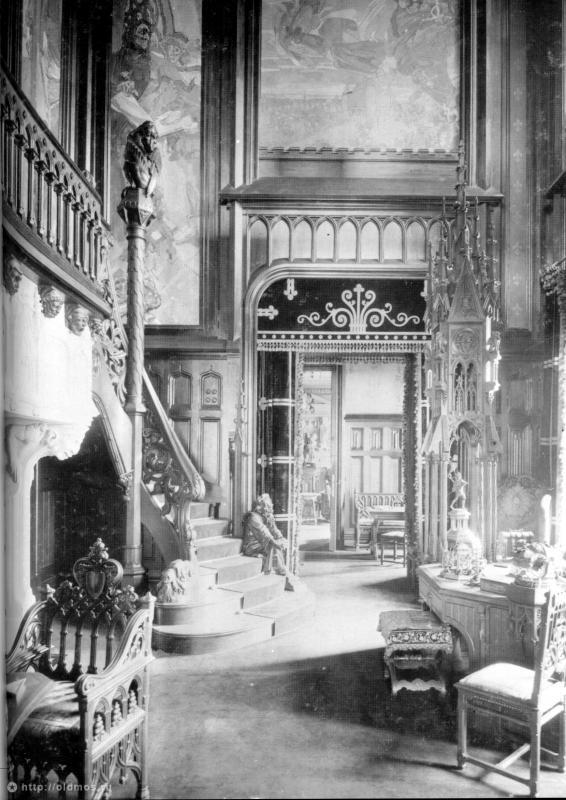
Blick in Morosows Stadt-palais, Architekt: Fjodor O. Schechtel, 1905

Erst 1973 erhielt die Kunsthistorikerin Irina Antonowa die staatliche Freigabe für eine Ausstellung des französischen Impressionismus am Puschkin-Museum. Es folgten Ausstellungen mit Werken von Malewich, Kandinsky und Chagall, die ebenfalls viele Jahrzehnte lang in der Sowjetunion nicht zu sehen waren. In den 2010er Jahren wurden Stimmen laut, zuvörderst die der inzwischen weit über 90 Jahre alten Irina Antonowa, das Museum wiederum neu aufzubauen. Wladimir Medinski, russischer Kulturminister seit 2012, erließ eine Anordnung, das Museum virtuell zu rekonstruieren und seine Werke im Internet auszustellen: „Offen gesagt, ich bin überzeugt, dass 1948 ein Fehler begangen wurde. Sie hätten das Museum nicht schließen sollen.“
Heute ist in dem Gebäude die Russische Akademie der Künste untergebracht.

## Sammlungsschwerpunkte
Schwerpunkte der Sammlungen waren Meisterwerke der französische Impressionisten, von Cézanne, Van Gogh, Gauguin, Matisse und Picasso.

## Bestände

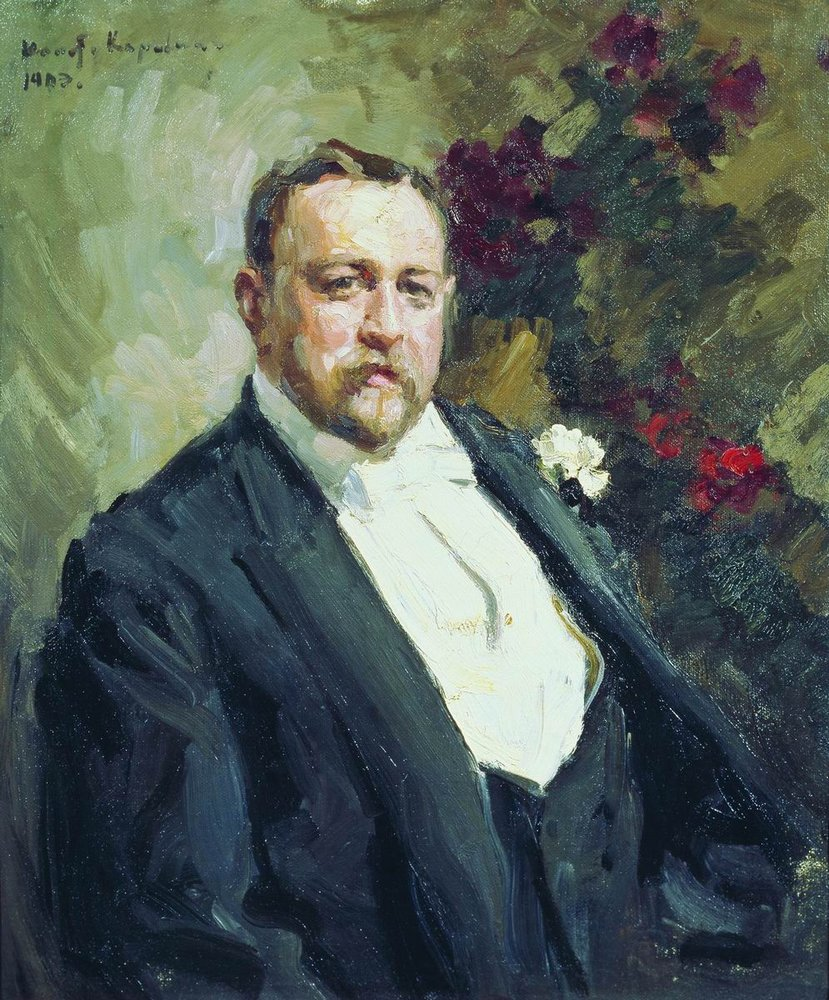
Iwan A. Morosow, 1903

### Sammlung Morosow

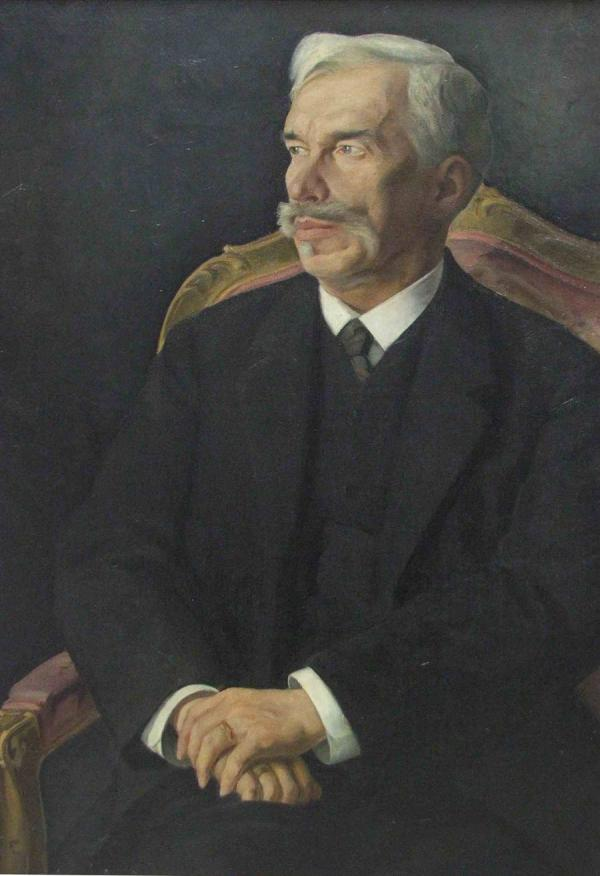
Sergei I. Schtschukin, 1915

Am Beginn der Sammlungstätigkeit von Iwan Morosow standen Arbeiten junger russischer Künstler. Ab 1907 widmete er sich vorrangig der französische Kunst, die er in Pariser Galerien – wie Bernheim-Jeune, Durand-Ruel und Vollard – erwarb, um sein Stadtpalais auszustatten. Er konzentrierte sich auf Impressionismus und Fauvismus, erwarb Werke von Henri Matisse und André Derain sowie der Künstlergruppe Nabis. Deren Mitbegründer, Maurice Denis, schmückte ab 1907 den Musiksaal seines Moskauer Stadthauses mit dem Zyklus Geschichte der Psyche aus, und Aristide Maillol schuf für den Saal vier Bronzefiguren. Morosow besaß die größte Kollektion von Werken französischer Avantgarde in Russland, darunter 18 Gemälde von Paul Cézanne.

### Sammlung Schtschukin
1897 kaufte Schtschukin seinen ersten Monet, die Kathedrale von Rouen. Er interessierte sich hauptsächlich für Werke des Impressionismus, Post-Impressionismus und des Fauvismus. Zu Beginn seiner Sammlertätigkeit – bis etwa 1904 – stand Monet im Mittelpunkt seines Interesses, danach folgten bis 1910 überwiegend Paul Cézanne, Vincent van Gogh und Paul Gauguin. Er entwickelte ein genuines Interesse an der Avantgarde und erwarb die gewagtesten Arbeiten des 20. Jahrhunderts. Ab 1910 bis 1914 prägten die Werke von André Derain, Henri Matisse, und Pablo Picasso den Ausbau seiner Sammlung.
Die Kunstwerke waren ursprünglich für sein Privathaus in Moskau bestimmt. Er öffnete jedoch sein Haus – bereits einige Jahre vor der Russischen Revolution – für die Öffentlichkeit. Insbesondere junge russische Künstler frequentierten sein Palais. Schtschukin hatte einen besonders engen Bezug zu Henri Matisse, der sein Moskauer Haus ausstattete und speziell für ihn eines seiner berühmtesten Gemälde, Der Tanz II, schuf. Auch dieses Bild gehörte zur Sammlung des Museums.
Neben den Sammlungen Morosow und Schtschukin waren im Museum auch Werke aus folgenden Sammlungen vertreten:
- des Kunsthändlers und Sammlers Dmitri P. Botkin (1829–1889),
- der unternehmerisch tätigen Brüder Pawel M. Tretjakow (1832–1898) und Sergei M. Tretjakow (1834–1892), ersterer auch Namensgeber der Tretjakow-Galerie,
- des Zuckerfabrikanten Pavel I. Kharitonenko (1853–1914),
- des Malers und Sammlers Ilja S. Ostroukhov (1858–1929),
- des Malers und Philanthropen Nikolai P. Riabushinski (1877–1962) und
- des Kunstkritikers und Ausstellungsmachers Sergei Makowski (1877–1962).